# Catedral de la Santa Cruz (Quiché)
La Catedral de la Santa Cruz del Quiché o simplemente Catedral Santa Cruz del Quiché es el nombre que recibe un edificio religioso que se encuentra ubicado en la localidad de Santa Cruz del Quiché en el departamento de Quiché en el oeste del país centroamericano de Guatemala.
La actual catedral es una estructura antigua que data de 1768. El templo sigue el rito romano o latino y funciona como la sede de la diócesis de Quiché (Dioecesis Quicensis) que fue creada en 1967 por el papa Pablo VI mediante la bula "Qui Christi".
Esta bajo la responsabilidad pastoral del obispo Rosolino Bianchetti Boffelli.
Durante la festividad católica de Semana Santa destacan las procesiones de fieles dedicadas al Señor Sepultado y a la Virgen de Dolores.

## Véase también

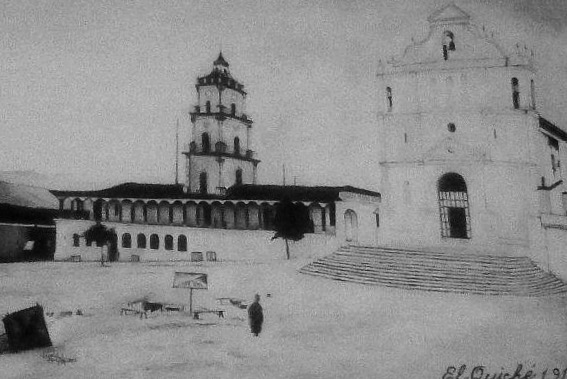
Vista del templo en 1910